# NGC 1130
NGC 1130 је галаксија у сазвежђу Персеј која се налази на NGC листи објеката дубоког неба.
Деклинација објекта је + 41° 36' 22" а ректасцензија 2h 54m 24,5s. Привидна величина (магнитуда) објекта NGC 1130 износи 15,1 а фотографска магнитуда 16,1. NGC 1130 је још познат и под ознакама MCG 7-7-2, CGCG 539-122, CGCG 540-4, PGC 10951.